# Psammisia macrocalyx
Psammisia macrocalyx är en ljungväxtart som beskrevs av A. C. Smith. Psammisia macrocalyx ingår i släktet Psammisia och familjen ljungväxter. Inga underarter finns listade i Catalogue of Life.